# Vlag van Waterland

De niet-officiële logovlag van de gemeente Waterland

De vlag van Waterland is de niet-officiële logovlag van de Noord-Hollandse gemeente Waterland. 
De vlag toont een terloops aangegeven horizon met daarboven een blauwe W op een witte achtergrond. Eronder blauw water, deels met aanduiding van golfjes. In de golfjes het witte spiegelbeeld van de W. Het wit boven de horizon is niet volledig gescheiden van het blauw, onder de horizon begint pas het kleurverloop van wit naar blauw.
De vlag is gebaseerd op het gemeentelogo. Logovlaggen worden niet opgenomen in het vlaggenregister van de Hoge Raad van Adel omdat ze zich niet aan de regels van de vlaggenkunde houden.

## Historische vlag van het Dijkbestuur van Waterland
Een historische vlag van het Dijkbestuur van Waterland werd al in 1711 beschreven als:
Drie even hoge banen van rood, wit en blauw, met op de witte baan een gedeeld vlak van groen en blauw (soms: blauw en groen) waarvan het onderste met golflijntjes voorzien, terwijl in het bovenste vlak een witte zwaan zwemt, het geheel met een zoom in drie banen van rood, wit en blauw.
Deze vlag is een van de oudste Nederlandse vlaggen die internationaal bekend zijn. In verschillende vexillologische manuscripten wordt hij genoemd als een variant op de Nederlandse vlag. De zwaan tegen de afwijkend gekleurde achtergrond is de Waterlandse zwaan.

Reconstructie vlag uit 1711
Reconstructie vlag uit 1739
Reconstructie vlag uit 1858

Vanaf 1980 is de vlag niet langer als de vlag van deze waterschap in gebruik omdat het Dijkbestuur van Waterland in het nieuwe waterschap De Waterlanden op is gegaan. De gemeente Waterland ontstond in 1991 na samenvoeging van de gemeenten Broek in Waterland, Ilpendam, Katwoude, Marken, Monnickendam en het deel van Landsmeer ten oosten van het Noordhollandsch Kanaal met het dorp Watergang.

### Verwante afbeeldingen

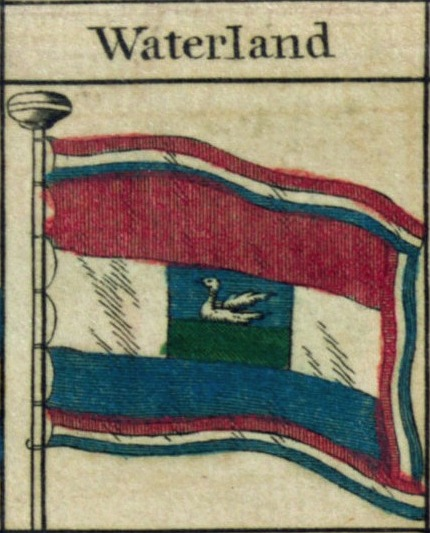
Vlag van Waterland, zoals getekend door Bowles in 1783
Wapen van Dijkbestuur Waterland
Vlag van De Waterlanden

## Zie ook

Wapen van Waterland